# 埃尔·格列柯
多米尼克·提托克波洛斯（希腊语：Δομήνικος Θεοτοκόπουλος，1541年—1614年4月7日），西班牙文藝復興時期的畫家、雕塑家與建築師。因其希腊裔血统，他常被人们称为埃爾·格列柯（西班牙語：El Greco，意为希臘人）。
格列柯出生於克里特岛，原受傳統繪畫教育，直到26歲時動身前往威尼斯旅行，画风随即突变。1570年，格列柯遷居至羅馬，在當地經營一間工作坊、創作了一系列的作品。在此期間，格列柯受到威尼斯文藝復興的薰染，在畫風中融入了矯飾主義。1577年，他轉往西班牙托雷多發展，直到逝世。在托雷多，格列柯接受了些許重要的委託，並創作出他最著名的畫作。
格列柯兼具戲劇性與表現主義的畫風在當代並不受寵，但在20世紀獲肯。格列柯被公認是表現主義及立體主義先驅。格列柯被現代學者視為一極與眾不同、具高度個人色彩的藝術家，不屬任何傳統流派。他的畫作以彎曲瘦長的身形為特色，用色怪誕而變幻無常，融合了拜占庭傳統與西洋畫風格。

## 早年
埃爾·格列柯於1541年出生於克里特島福德萊村或坎迪亞村。他出身於一個富裕的城市家庭，該家庭可能在1526年至1528年間反抗天主教威尼斯人的起義後被趕出哈尼亞，遷至哈尼亞。埃爾·格列柯的父親喬治·西奧托科普洛斯（Geṓrgios Theotokópoulos，Γεώργιος Θεοτοκόπουλος，卒於1556年）是一位商人和稅吏。關於他的母親和第一任妻子，我們幾乎一無所知，只知道她們也是希臘人。他的第二任妻子是西班牙人。埃爾·格列柯的哥哥馬努索斯·提奧托科普洛斯（Manoússos Theotokópoulos，1531年-1604年）是一位富商，他在埃爾·格列柯位於托萊多的家中度過了人生的最後幾年（1603年-1604年）。
埃爾·格列柯最初的訓練是作為克里特畫派的聖像畫家，該畫派是後拜占庭藝術的領導者。除了繪畫之外，他可能還研習過古希臘古典文學，甚至可能還研究過拉丁古典文學；他去世時留下了一個130卷書的“工作圖書館”，其中包括希臘語聖經和一本帶註釋的瓦薩里著作。坎迪亞是東西方文化和諧共存的藝術活動中心，16世紀約有兩百名畫家活躍於此，並效仿義大利模式組織了一個畫家行會。1563年，22歲的埃爾·格列柯在一份文件中被描述為“大師”（“maestro Domenigo”），這意味著他已經是行會的大師，並且可能經營著自己的工作室。

## 生涯
年輕的埃爾·格列柯自然而然地在威尼斯發展他的事業，因為克里特島自1211年起就屬於威尼斯共和國。雖然確切年份不詳，但大多數學者認為埃爾·格列柯大約在1567年去了威尼斯。關於埃爾‧格列柯在義大利的歲月，人們所知甚少。他一直住在威尼斯直到1570年。根據他年長的朋友寫的一封信，當時最偉大的細密畫家朱利奧·克洛維奧是提香的「弟子」。當時提香已年逾八十，但仍精力充沛。這可能意味著他曾在提香的大型工作室工作，也可能並非如此。克洛維奧將埃爾·格列柯描述為“罕見的繪畫天才”。
1570年，埃爾·格列柯移居羅馬，並創作了一系列作品，其威尼斯學徒生涯的痕跡十分鮮明。埃爾·格列柯在羅馬待了多久不得而知，但他可能在前往西班牙之前曾返回威尼斯（約1575-1576年）。在羅馬，經朱利奧·克洛維奧的推薦，埃爾·格列柯受邀前往法爾內塞宮作客。紅衣主教亞歷山德羅·法爾內塞曾將這座宮殿打造為羅馬藝術和知識生活的中心。在那裡，他結識了城裡的知識精英，其中包括羅馬學者富爾維奧·奧爾西尼，後來收藏了埃爾·格列柯的七幅畫作（其中包括《西奈山風景》和克洛維奧的肖像）。
與其他移居威尼斯的克里特藝術家不同，埃爾·格列柯大幅改變了自己的風格，並試圖透過對傳統宗教主題進行新穎獨特的詮釋來脫穎而出。他在義大利創作的作品受到當時威尼斯文藝復興風格的影響，其敏捷、細長的人物形象讓人聯想到丁托列托，而色彩框架則使他與提香相通。威尼斯畫家也教他如何在充滿活力、充滿氛圍光的風景中組織多人物構圖。克洛維奧說，他在一個夏日拜訪了埃爾·格列柯，當時埃爾·格列柯還在羅馬。埃爾·格列柯坐在一間黑暗的房間裡，因為他覺得黑暗比白晝更有利於思考，因為光線會擾亂他「內在的光明」。在羅馬的逗留期間，他的作品中充滿了各種元素，例如劇烈的透視消失點，以及人物透過反覆扭動和狂暴的姿態所形成的奇怪姿態；所有這些都是矯飾主義的元素。

## 著名作品

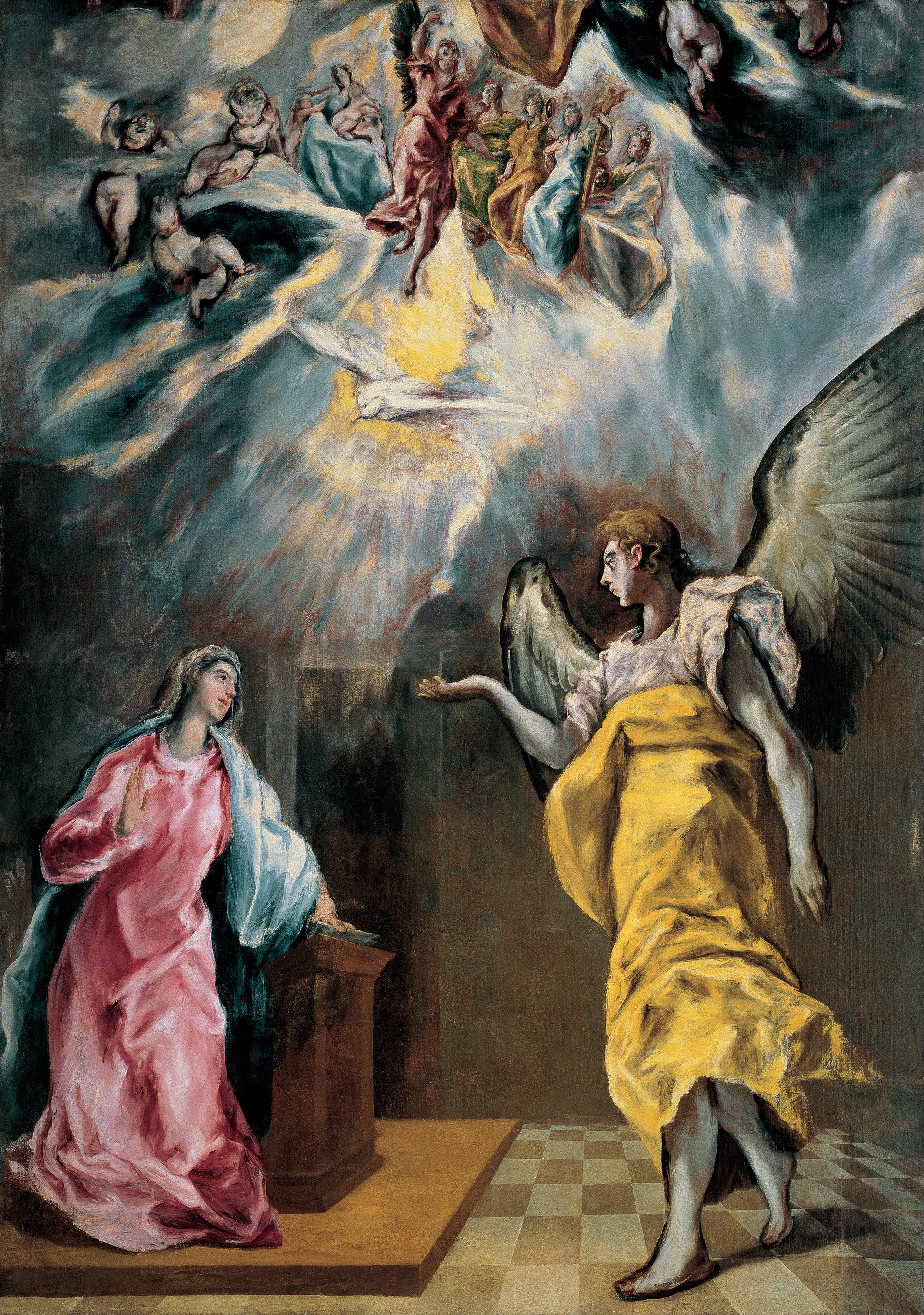
天使报喜
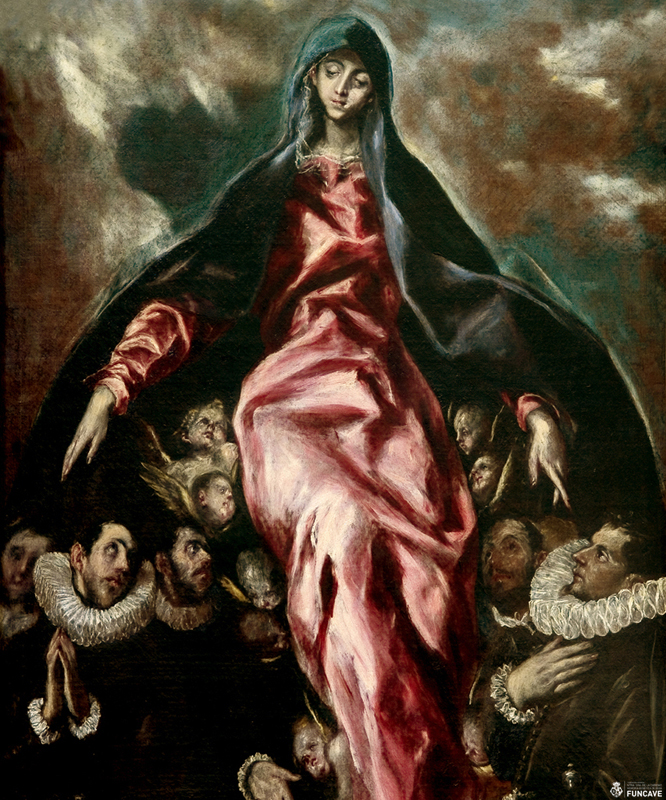
慈善圣母
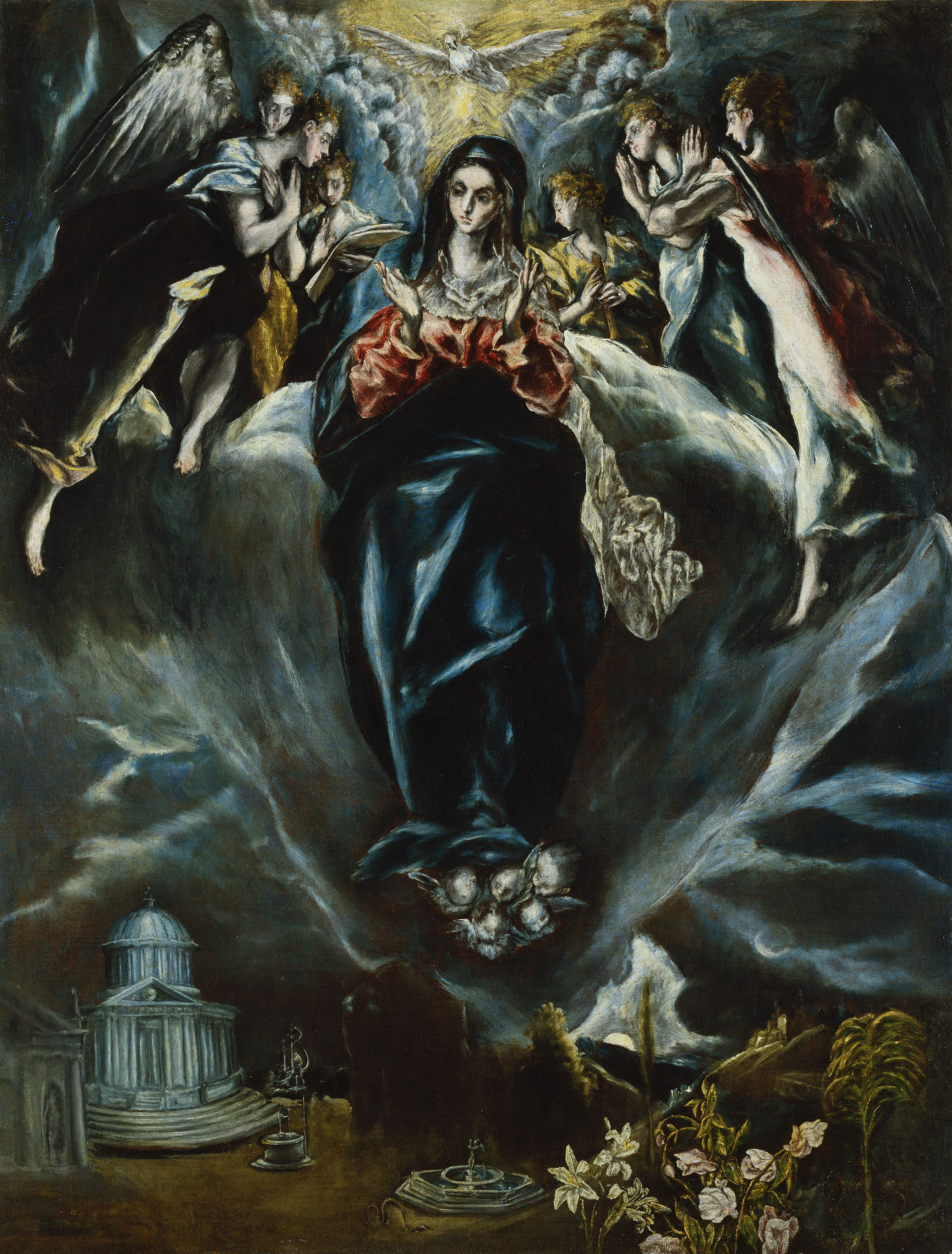
圣母无原罪
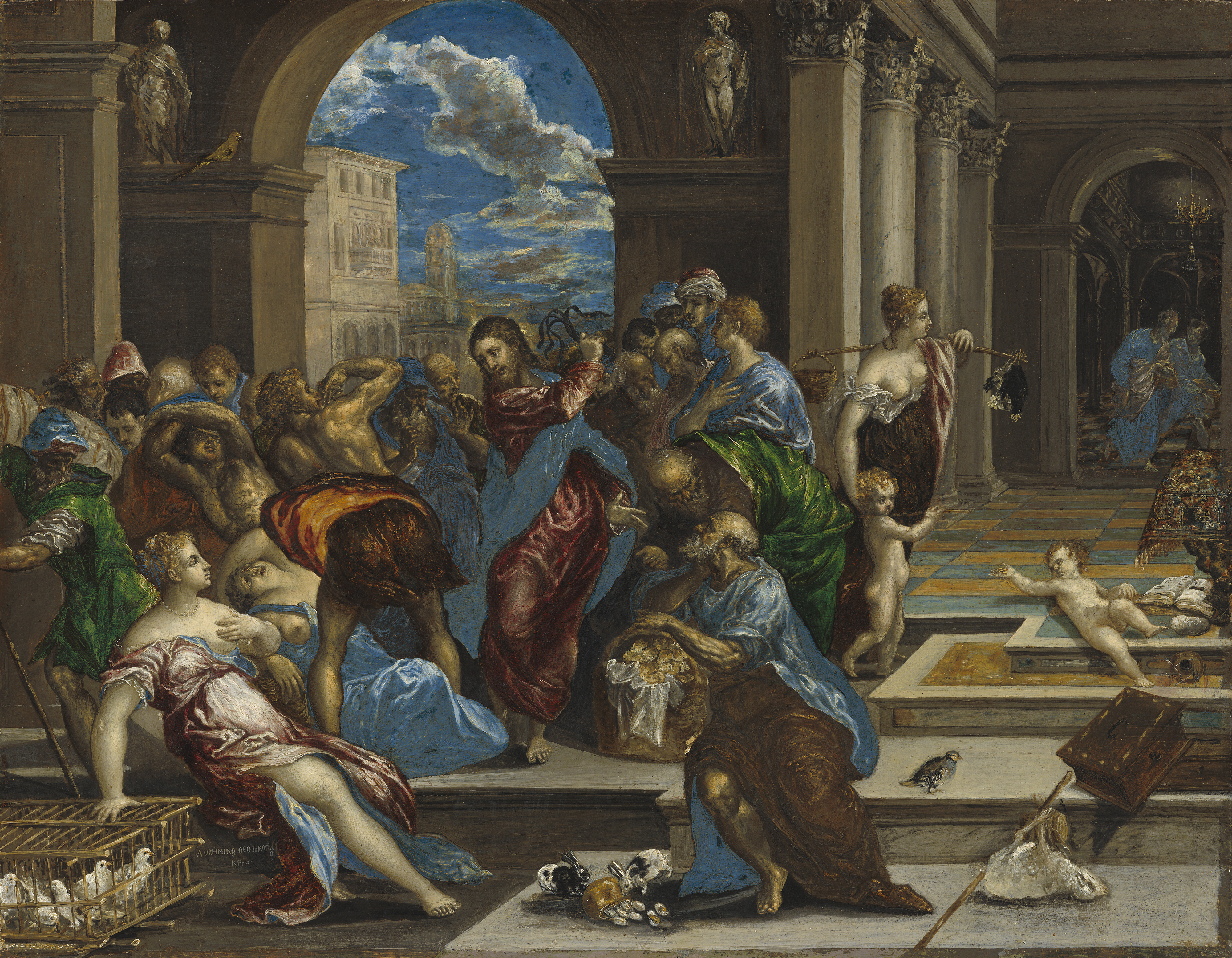
基督将货币兑换者赶出圣殿
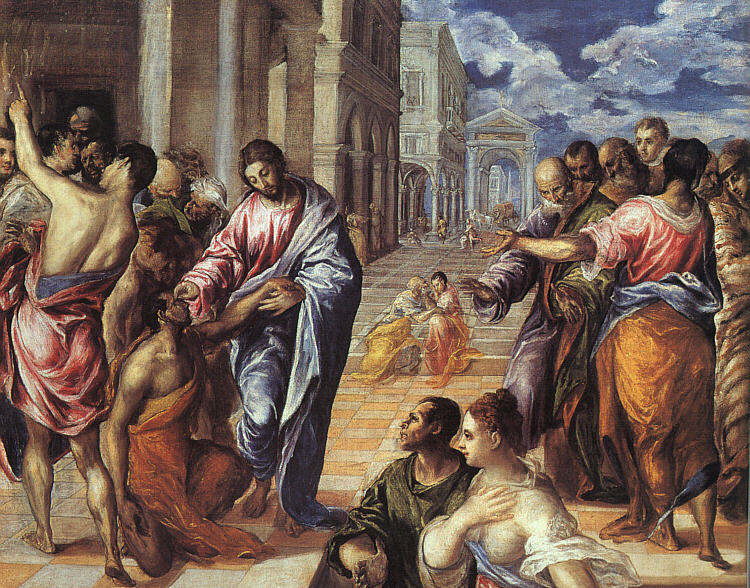
基督使盲人复明
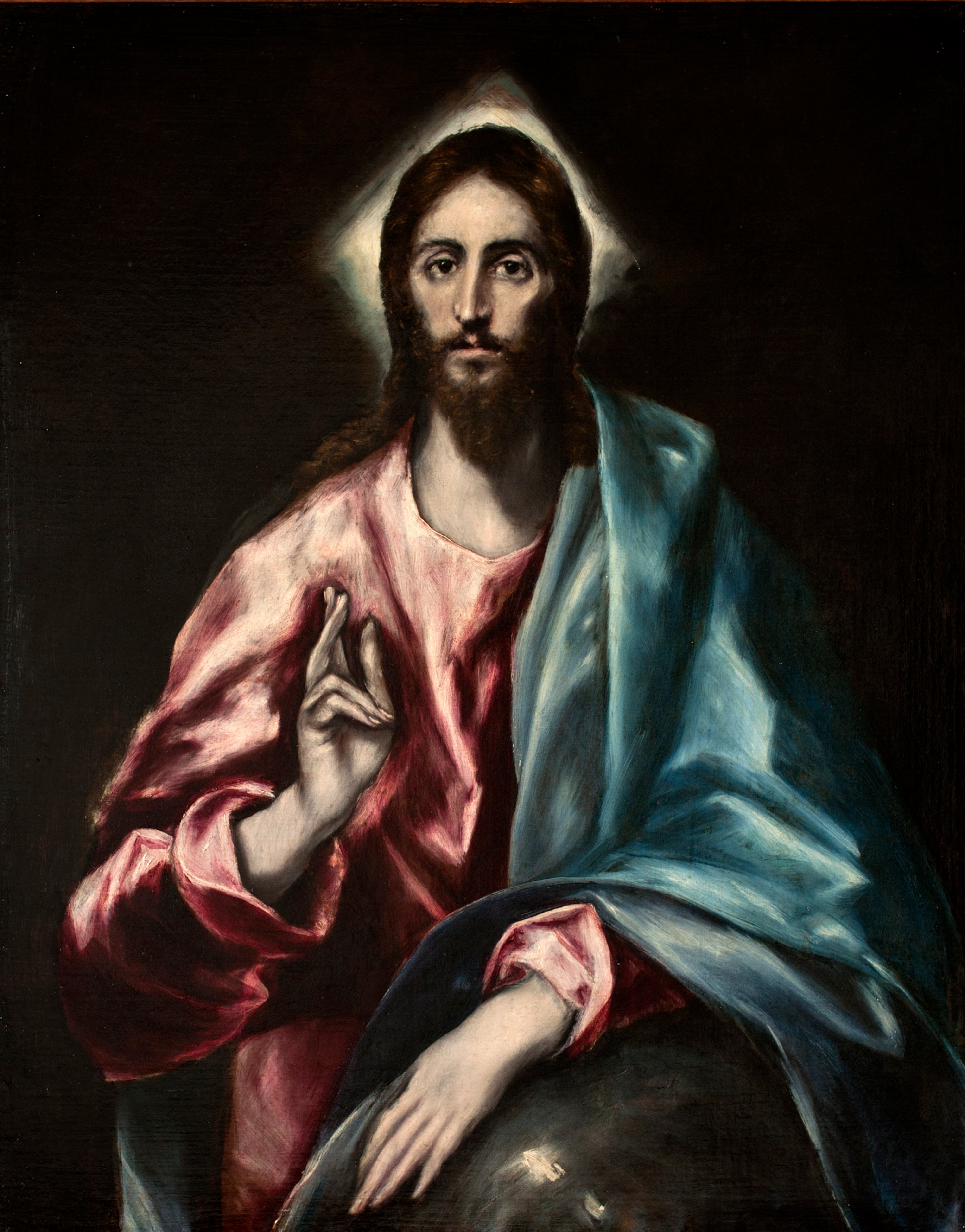
救世主基督
拉奥孔
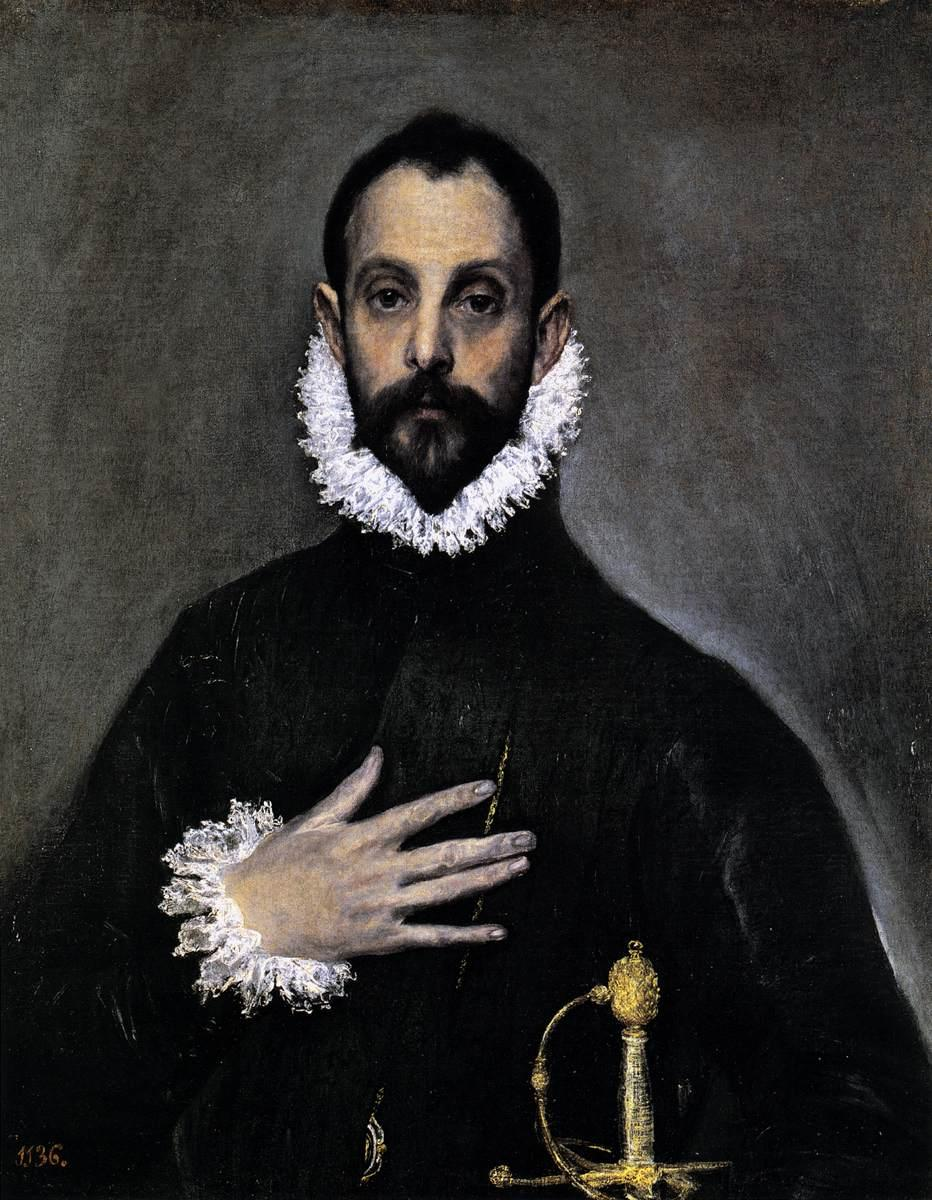
手放在胸前的贵族
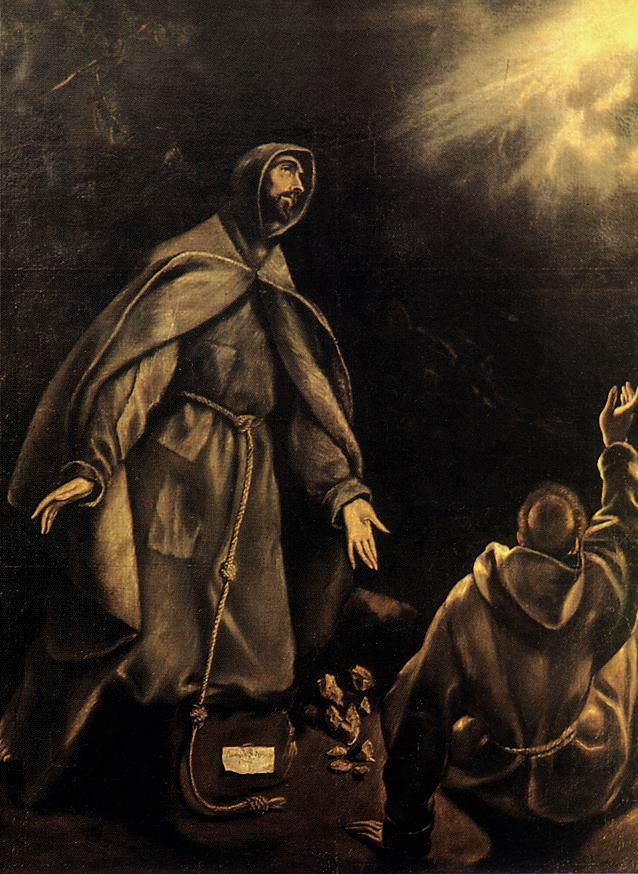
圣方济各接受圣痕
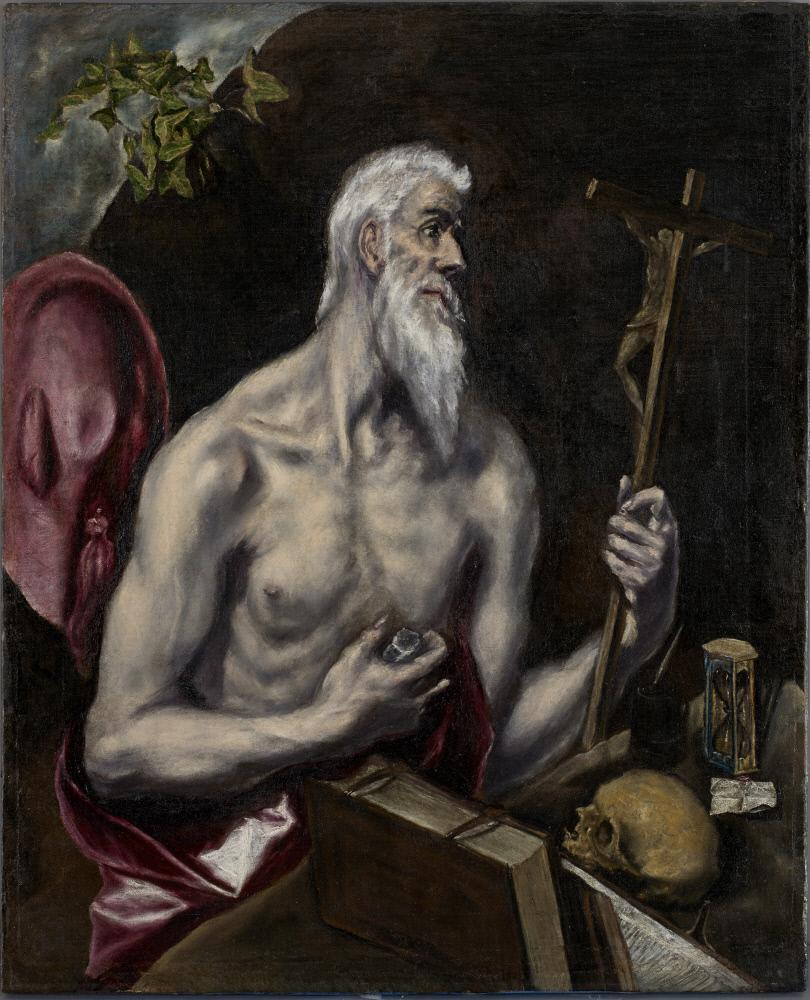
圣哲罗姆
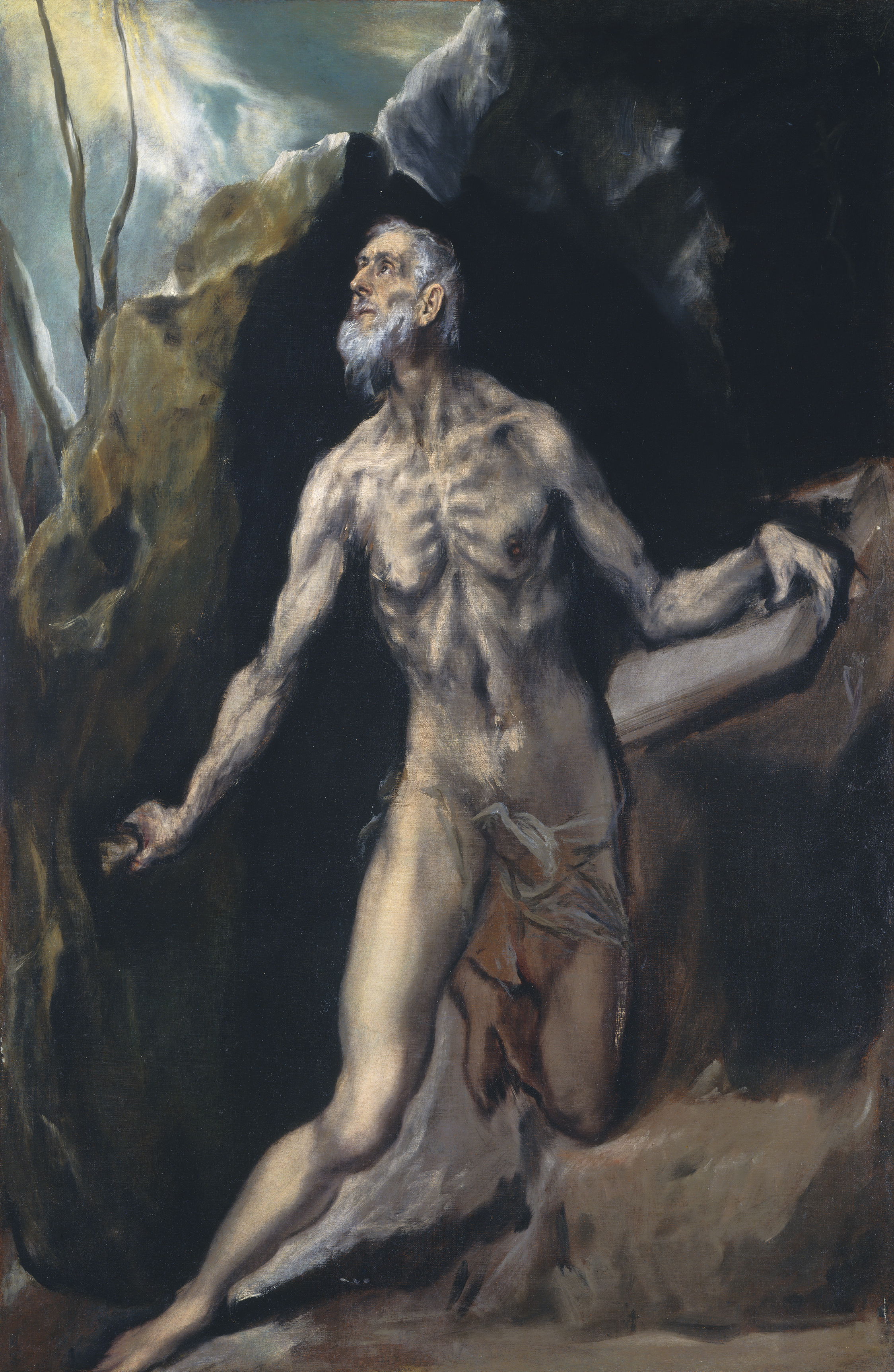
圣哲罗姆
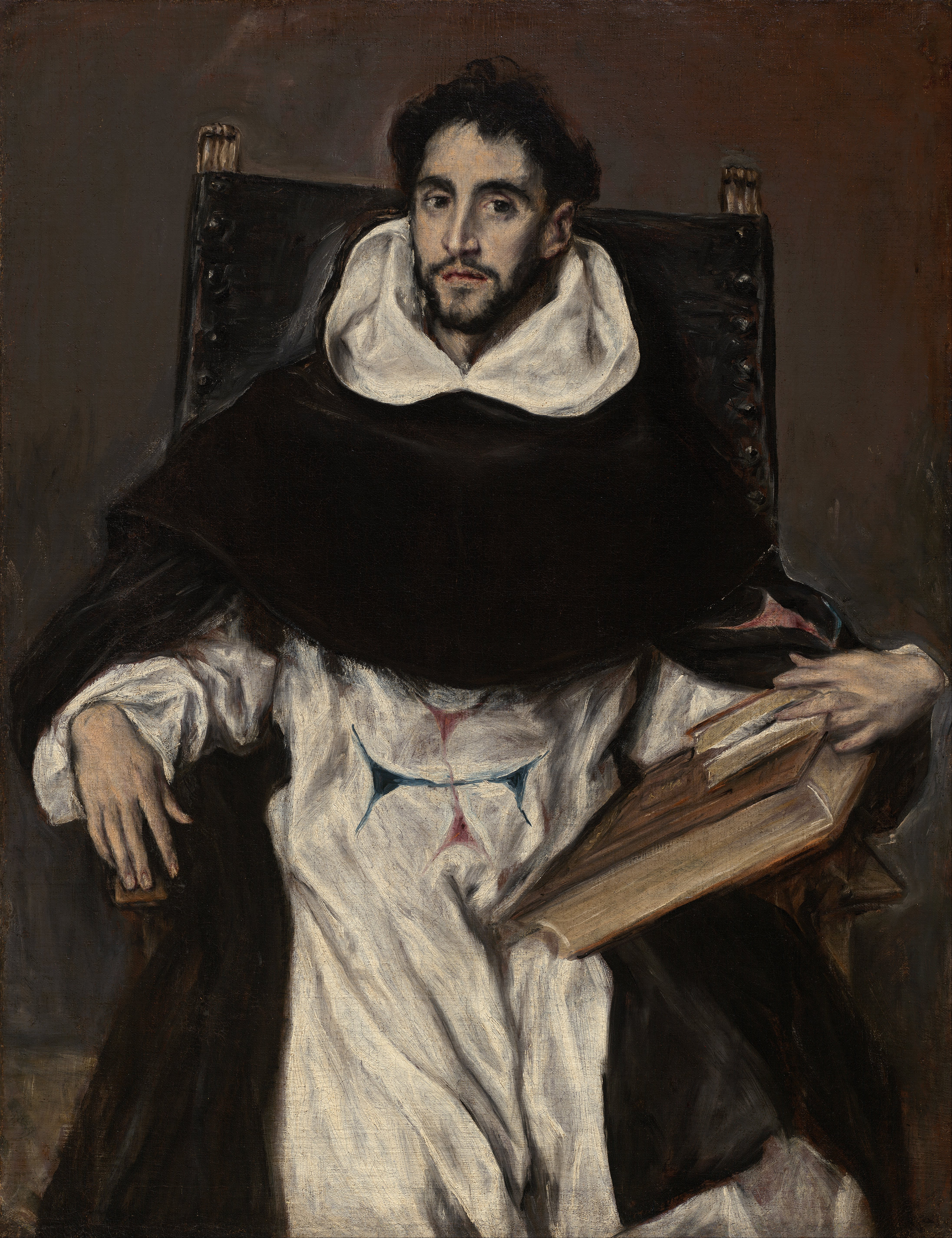
弗雷·霍坦西奥·费利克斯·帕拉维奇诺
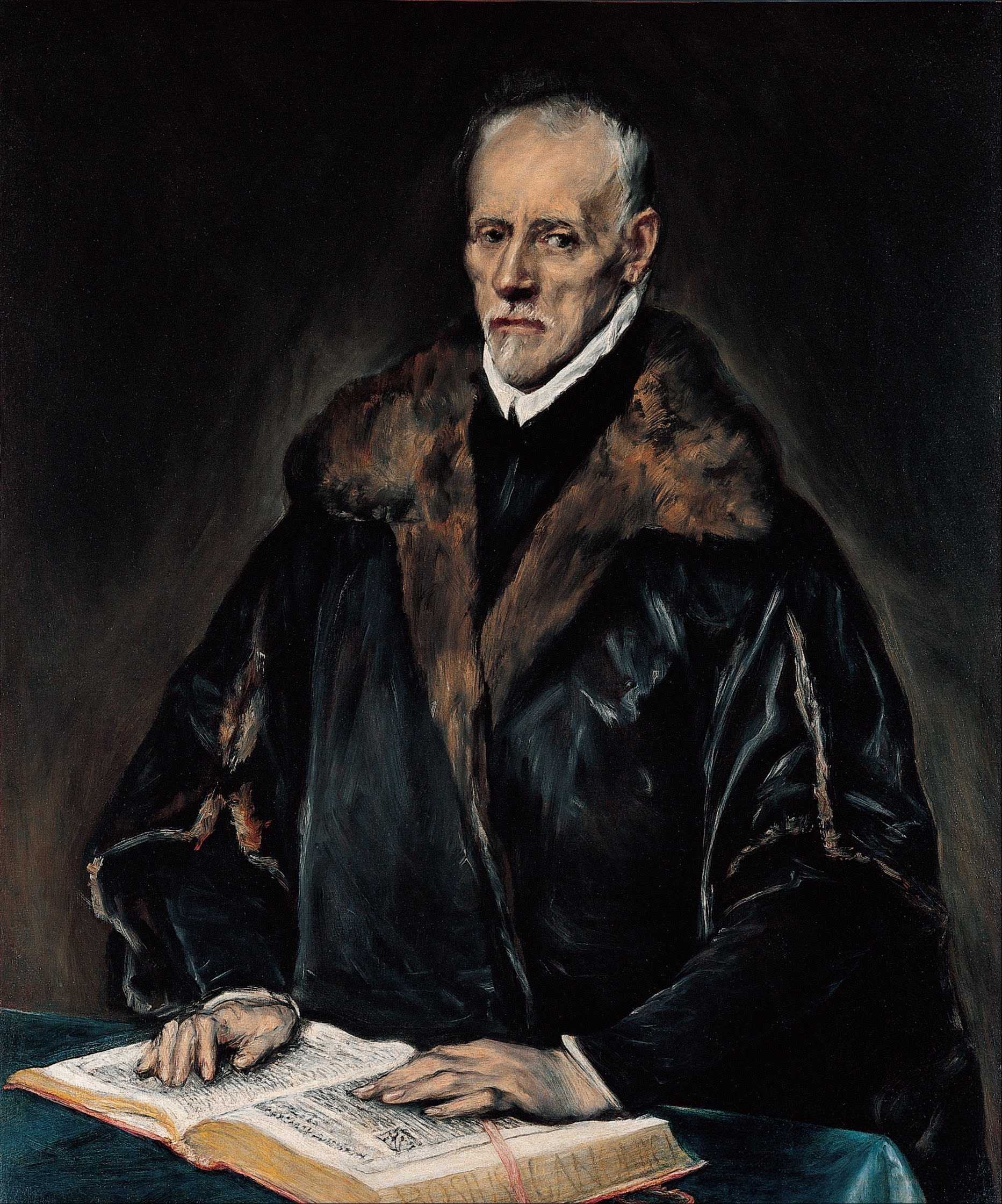
比萨的弗朗西斯科博士肖像
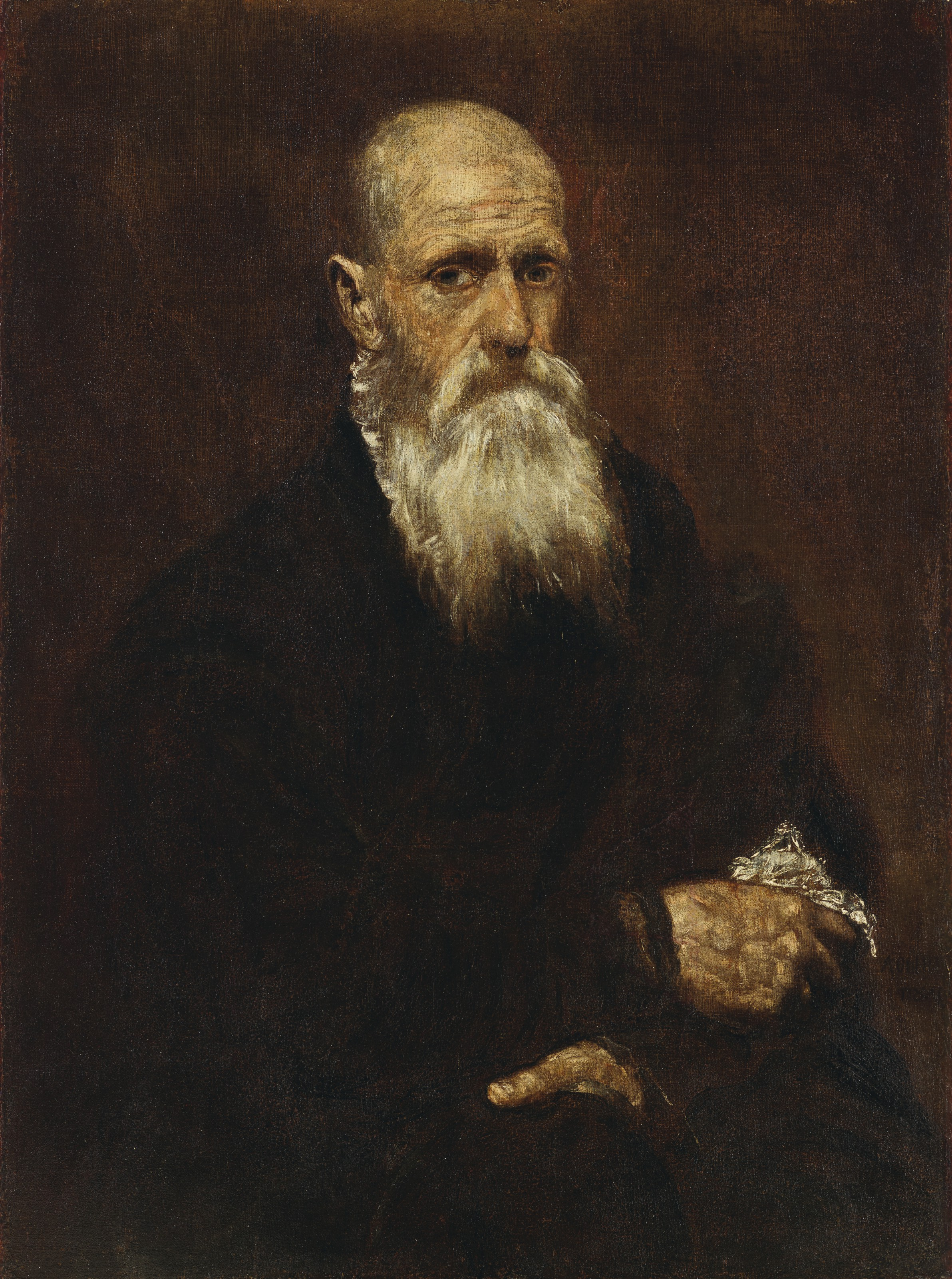
有胡须者的肖像

## 引用
1. ↑  J. Brown, El Greco of Toledo, 75-77
2. ↑  . . 2002.
3. ↑  M. Lambraki-Plaka, El Greco—The Greek, 60

### 出版資料 (書與文章)
- Acton, Mary. . 牛津大學出版. 1991. ISBN 0-521-40107-0.
- Allardyce, Isabel. . . 基辛格出版. 2003. ISBN 0-7661-3621-3.
- Álvarez Lopera, José. . . Explorer. 2005. ISBN 960-7945-83-2.
- Anstis, Stuart.  (PDF). Leonardo. 2002, 35 (2): 208  [2010-01-08]. doi:10.1162/00240940252940612. （原始内容存档 (PDF)于2007-07-04）.
- Arslan, Edoardo. . Commentari. 1964, xv (5): 213–231.
- Boubli, Lizzie. . . 阿什蓋特出版有限公司. 2003. ISBN 0-7546-0807-7.
- Braham, Allan. . Burlington Magazine (伯林頓雜誌出版有限公司). June 1966, 108 (759): 307–310.
- Bray, Xavier. . 國家美術館公司，倫敦. 2004. ISBN 1857093151.
- Brown, Jonathan (ed.). . . 小布朗出版. 1982. ASIN B-000H4-58C-Y.
- Brown Jonathan, Kagan Richard L. . Studies in the History of Art. 1982, 11: 19–30.
- Brown Jonathan, Mann Richard G. . . 洛特列治 (英). 1997. ISBN 0-415-14889-8.
- Byron, Robert. . Burlington Magazine for Connoisseurs (伯林頓雜誌出版有限公司). October 1929, 55 (319): 160–174.
- Constantoudaki, Maria. . Bulletin of the Christian Archeological Society. 1975–1976,. 8 (period IV): 55–71.
- Cormack, Robin. . 瑞科圖書，倫敦. 1997.
- Cossío, Manuel Bartolomé. . Victoriano Suárez，馬德里. 1908.
- Crow, John Armstrong. . . 加州大學出版. 1985. ISBN 0-520-05133-5.
- Davies, David. . . Herakleion. 1990.
- Davies, David. . . Herakleion. 1990.
- Engass Robert, Brown Jonathan. . . 西北大學出版. 1992. ISBN 0-8101-1065-2.
- Fernádez, Francisco de San Román. . Archivo Español del Arte y Arqueologia. 1927, 8: 172–184.
- Foundoulaki, Efi. . . 國家美術館-Alexandros Soutsos Museum. 1992.
- Foundoulaki, Efi. . Anti. 24 August 1990, (445): 40–47.
- Gautier, Théophile. . . Gallimard-Jeunesse. 1981. ISBN 2-07-037295-2.
- . . 2002.
- Grierson, Ian. . . 利物浦大學出版. 2000. ISBN 0-85323-755-7.
- Griffith, William. . . 基辛格出版. 2005. ISBN 1-4179-0608-1.
- Gudiol, José. . 維京出版. 1973. ASIN B-0006C-8T6-E.
- Gudiol, José. . Art Bulletin (學院藝術協會). September 1962, 44 (3): 195–203  [2010-01-08]. doi:10.2307/3048016. （原始内容存档于2020-05-28）.
- Hadjinicolaou, Nicos. . . Herakleion. 1990.
- Hadjinicolaou, Nicos. . . 克里特大學. 1994. ISBN 960-7309-65-0.
- Harris, Enriquetta. . Burlington Magazine for Connoisseurs (伯林頓雜誌出版有限公司). April 1938, 72 (421): 154–155+157–159+162–164.
- Helm, Robert Meredith. . . SUNY 出版. 2001. ISBN 0-7914-5279-4.
- Hispanic Society of America. . Printed by order of the trustees. 1927.
- Johnson, Ron. . Arts Magazine. October 1980, V (2): 102–113.
- Kandinsky Wassily, Marc Franz. . Klincksieck. 1987. ISBN 2-252-02567-0.
- Lambraki-Plaka, Marina. . Kastaniotis. 1999. ISBN 960-03-2544-8.
- Lambraki-Plaka, Marina. . To Vima. 19 April 1987.
- Lambraki-Plaka, Marina. . . National Gallery-Alexandros Soutsos Museum. 1992.
- Landon, A.E. . 基辛格出版. 2003. ISBN 0-7661-3775-9.
- Lefaivre Liane, Tzonis Alexander. . . 洛特列治 (英). 2003. ISBN 0-415-26025-6.
- Mango Cyril, Jeffreys Elizabeth. . . 牛津大學出版. 2002. ISBN 0-19-814098-3.
- Mann, Richard G.  (PDF). Journal of the Rocky Mountain (中世紀與文藝復興協會). 2002, 23: 83–110  [2010-01-08]. （原始内容 (PDF)存档于2006-09-06）.
- Marias, Fernando. . . Skira. 1999. ISBN 88-8118-474-5.
- Marias Fernando, Bustamante García Agustín. . Cátedra. 1981. ISBN 84-376-0263-7.
- Mayer, Aygust L. . Art Bulletin (學院藝術協會). June 1929, 11 (2): 146–152. doi:10.2307/3045440.
- Mayer, Aygust L. . Burlington Magazine for Connoisseurs (伯林頓雜誌出版有限公司). January 1939, 74 (430): 28–29+32–33.
- Meier-Graefe, Julius. . 喬納森凱普出版社，倫敦. 1926.
- Mertzios, K.D. . Cretan Chronicles. 1961–1962, 2 (15–16): 55–71.
- Nagvi-Peters, Fatima. . Germanic Review. 22 September 1997, 72  [2010-01-08]. （原始内容存档于2007-10-13）.
- Pallucchini, Rodolfo. . Burlington Magazine (伯林頓雜誌出版有限公司). May 1948, 90 (542): 130–135, 137.
- Panayotakis, Nikolaos M. . . 克里特大學出版. 1986.
- Pijoan, Joseph. . Art Bulletin (學院藝術協會). March 1930, 12 (1): 12–19  [2010-01-08]. doi:10.2307/3050759. （原始内容存档于2020-05-28）.
- Procopiou, Angelo. . Burlington Magazine (伯林頓雜誌出版有限公司). March 1952, 94 (588): 74+76–80  [2010-01-08]. （原始内容存档于2020-05-28）.
- Rassias John, Alexiou Christos, Bien Peter. . . UPNE. 1982. ISBN 0-87451-208-5.
- Richardson, John. . The New York Review of Books (伯林頓雜誌出版有限公司). 23 April 1987, 34 (7): 40–47. |year=与|date=不匹配 (帮助)
- Salas, X. de. . Burlington Magazine. February 1961, 103 (695): 54–57  [2010-01-08]. （原始内容存档于2009-03-15）.
- Sanders Alan, Kearney Richard. . . 洛特列治 (英). 1998. ISBN 0-415-11950-2.
- Scholz-Hansel, Michael. . 塔森出版社. 1986. ISBN 3-8228-3171-9.
- Sethre, Janet. . . McFarland & Company. 2003. ISBN 0-7864-1573-8.
- Sheehanl, J.J. . . 美國牛津大學出版. 2000. ISBN 0-19-513572-5.
- Souchère de la, Dor. . Fernan Hazan (巴黎). 1960.
- Talbot Rice, David. David Piper , 编. . 倫敦: Penguin. 1964. ASIN B-000-BGRP4-C.
- Tazartes, Mauricia. . Explorer. 2005. ISBN 960-7945-83-2.
- . . 1952.
- Valliere, James T. . Art Journal (學院藝術協會). Autumn 1964, 24 (1): 6–9. doi:10.2307/774739.
- Wethey, Harold E. . 普林斯頓大學出版. 1962. ASIN B-0007D-NZV-6.
- Wethey, Harold E. . Studies in the History of Art. 1984, 13: 171–178.
- Wethey, Harold E. . Art Bulletin (學院藝術協會). March 1966, 48 (1): 125–127.

### 線上資料
- Alberge, Dalya. . 線上時代雜誌. 2006-08-24  [2006-12-17].[]
- Berg, Liisa. .   [2006-10-14]. （原始内容存档于2009-05-28）.
- Cormack, Robin; Vassilaki Maria. . 阿波羅雜誌. August 2005  [2006-12-17]. （原始内容存档于2009-03-15）.
- . Time. January 1941  [2009-08-28]. （原始内容存档于2010-06-26）.
- . The Metropolitan Museum of Art, Department of European Paintings.   [2006-10-17]. （原始内容存档于2007-01-12）.
- . 衛報. 2002-11-23  [2006-12-17]. （原始内容存档于2007-03-10）.
- . 雅典通訊社. 2006-05-09  [2006-12-17]. （原始内容存档于2007-03-11）.
- . 雅典通訊社. 1995-06-09  [2006-12-07]. （原始内容存档于2007-09-29）.
- Hamerman, Nora. . 天主教先驅報. 2003-12-04  [2006-12-17]. （原始内容存档于2007-09-27）.
- Harrison, Helen A. . 紐約時報. 2005-03-20  [2006-12-17]. （原始内容存档于2007-03-12）.
- Horsley, Carter B. .   [2006-10-26]. （原始内容存档于2006-11-12）.
- Irving, Mark. . 週日獨立報. 2004-02-08  [2006-12-17]. （原始内容存档于2007-10-13）.
- Jones, Jonathan. . 衛報. 2004-01-24  [2006-12-18]. （原始内容存档于2006-09-02）.
- Kakissis, Joanna. . 波士頓環球報. 2005-03-06  [2006-12-17]. （原始内容存档于2005-03-11）.
- Katimertzi, Paraskevi. .   [2006-12-04]. （原始内容存档于2005-11-27）.
- Kimmelman, Michael. . 紐約時報. 2003-10-03  [2006-12-17]. （原始内容存档于2007-03-11）.
- McGarr, Simon. .   [2006-11-24]. （原始内容存档于2007-02-07）.
- Penny, Nicholas. .   [2006-10-25]. （原始内容存档于2006-12-10）.
- . 衛報. 2004-02-10  [2006-12-17]. （原始内容存档于2007-10-13）.
- Romaine, James. .   [2006-11-24]. （原始内容存档于2006-12-14）.
- Russel, John. . 紐約時報. 1982-07-18  [2006-12-17]. （原始内容存档于2007-03-11）.

## 延伸閱讀
- Aznar, José Camón. . Madrid. 1950.
- Davies, David (Editor), Elliott, John H. (Editor), Bray, Xavier (Contributor), Christiansen, Keith (Contributor), Finaldi, Gabriele (Contributor). . National Gallery London. 2006. ISBN 1-85709-938-9.
- Marias, Fernando. . Scala Publishers. 2005. ISBN 1-85759-210-7.
- Pallucchini, Rodolfo. . Gazzetta dell' Emilia. March 7, 1937, 13: 171–178.
- Prevelakis, Pandelis. . Aetos. 1942.
- Rice, Talbot. . The New York Review of Books (The Burlington Magazine Publications, Ltd.). January 1937, 70 (406): 34+38–39.

## 外部連結
- 埃爾·格雷考基金會 - 虛擬藝廊 （页面存档备份，存于）
- . 美國國家藝術館.   [2006-10-25]. （原始内容存档于2006-11-10）.
- . Olga's Gallery.   [2007-02-26]. （原始内容存档于2007-02-22）.
- 埃爾·格雷考 （页面存档备份，存于）
- 埃爾·格雷考 （页面存档备份，存于） （希腊文）